# Liste der Bodendenkmäler in Bad Steben
Auf dieser Seite sind die Bodendenkmäler in dem oberfränkischen Markt Bad Steben zusammengestellt. Diese Tabelle ist eine Teilliste der Liste der Bodendenkmäler in Bayern. Grundlage ist die Bayerische Denkmalliste, die auf Basis des Bayerischen Denkmalschutzgesetzes vom 1. Oktober 1973 erstmals erstellt wurde und seither durch das Bayerische Landesamt für Denkmalpflege geführt wird. Die folgenden Angaben ersetzen nicht die rechtsverbindliche Auskunft der Denkmalschutzbehörde.

## Bodendenkmäler in Bad Steben

### Bodendenkmäler im Ortsteil Bad Steben
| Lage                                | Objekt | Akten-Nr.     | Bild           |
| ----------------------------------- | --- | ------------- | -------------- |
| Bad Steben Kirchstraße 6 (Standort) | Pfarrkirche Bad Steben Mittelalterliche und frühneuzeitliche Befunde im Bereich der ehemalige evang.-luth. Pfarrkirche St. Walburga und ihrem befestigten Kirchhof. | D-4-5635-0005 | weitere Bilder |

### Bodendenkmäler im Ortsteil Carlsgrün
| Lage                 | Objekt                                                       | Akten-Nr.     | Bild |
| -------------------- | ------------------------------------------------------------ | ------------- | ---- |
| Carlsgrün (Standort) | Bergbauareal des späten Mittelalters und der frühen Neuzeit. | D-4-5635-0049 |      |

### Bodendenkmäler im Ortsteil Thierbach
| Lage                 | Objekt | Akten-Nr.     | Bild           |
| -------------------- | --- | ------------- | -------------- |
| Thierbach (Standort) | Schlossruine Thierbach Archäologische Befunde im Bereich des ehemaligen spätmittelalterlichen bis frühneuzeitlichen Schlosses von Thierbach mit zugehörigen Ökonomiegebäuden. | D-4-5635-0008 | weitere Bilder |
| Thierbach (Standort) | Mittelalterlicher Burgstall. | D-4-5635-0009 |                |
| Thierbach (Standort) | Mittelalterlicher Burgstall. | D-4-5636-0001 |                |